# Ricarda Junge

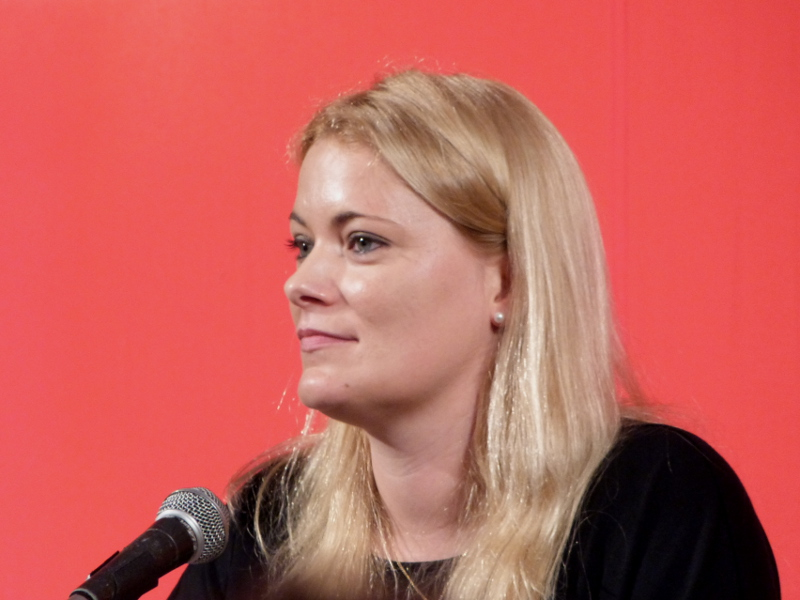
Ricarda Junge (2014)

Ricarda Junge (* 1979 in Wiesbaden) ist eine deutsche Schriftstellerin.

## Leben
Ricarda Junge wurde 1979 in Wiesbaden geboren. Nach einem längeren Aufenthalt in den USA studierte sie erst Rechtswissenschaft und dann am
Deutschen Literaturinstitut Leipzig. Nach ihrem Diplom studierte sie in Frankfurt am Main evangelische Theologie.
Für ihr Debüt Silberfaden wurde sie 2003 mit dem Grimmelshausen-Förderpreis ausgezeichnet. 2005 erschien ihr Roman Kein fremdes Land. Es folgten die Romane Eine schöne Geschichte (2008) und Die komische Frau (2010). Im August 2014 erschien ihr neuster Roman Die letzten warmen Tage. Für ihre Arbeit erhielt sie u. a. das Arbeitsstipendium des Deutschen Literaturfonds e. V. und war Stipendiatin des Literarisches Colloquium Berlin und im Künstlerdorf Schöppingen. Seit 2018 arbeitete sie im Berliner Schuldienst. Dort unterrichtete sie Deutsch, Mathematik, Sachunterricht und Gesellschaftskunde und übernahm regelmäßig sonderpädagogische Aufgaben. An der Humboldt-Universität zu Berlin erwarb sie 2020 einen Master of Education für das Lehramt an Grundschulen. Ihre Masterarbeit schrieb sie als gemeinsames Forschungsprojekt mit der Pädagogin Karina Fuchs im Fachbereich Mathematik über das sprachliche Potential von Rechengeschichten. Nach ihrem Lehramtsreferendariat an einer Pankower Grundschule legte sie im Sommer 2021 erfolgreich das Zweite Staatsexamen ab und wurde in den Berliner Schuldienst übernommen. Im Frühjahr 2022 kündigte sie ihre unbefristete Stelle. Anschließend zog sie mit ihrer Familie nach Kassel. Seit Mai 2022 arbeitet sie dort als Autorin und Lehrerin.
Ricarda Junge hat zwei Töchter.
Ricarda Junge ist Mitgründerin des PEN Berlin.

## Werke
- Die letzten warmen Tage. Roman. Frankfurt am Main: S. Fischer, 2014 ISBN 978-3-10-002218-9.[2]
- Die komische Frau. Roman. Frankfurt am Main: S. Fischer, 2010 ISBN 978-3-10-039329-6
- Eine schöne Geschichte. Roman. Frankfurt/M.: S. Fischer, 2008. ISBN 978-3-10-039328-9
- Kein fremdes Land. Roman. Frankfurt am Main: S. Fischer, 2005. ISBN 3-10-039325-2
- Silberfaden. Erzählungen. Frankfurt am Main: S. Fischer, 2002. ISBN 3-596-15476-6

### Verstreute Veröffentlichungen
- Zorn – Spielarten eines großen Gefühls. Texte von Homer bis Thomas Mann. Hrsg. Ricarda Junge, S. Fischer, Frankfurt a. M., 2014
- Zwischen Kassel und Kurpark. In: Durchgefressen und Durchgehauen. Hrsg. Joachim Helfer und Klaus Wettig, Steidl Verlag, Göttingen 2013
- Drei Grafen. In: Ein extraherrlicher Meersommerabend. Hrsg. von Jan Christophersen, mareverlag, Hamburg 2013
- Stalinhusen. Ricarda Junge, Thoren & Lindskog, Malmö 2011
- Inselträume. In: Neues aus der Heimat. Hrsg. von Petra Gropp, Jürgen Hosemann, Oliver Vogel, Günther Opitz. S. Fischer, Frankfurt 2004
- Barenberg. In: 20 unter 30. Junge deutsche Autoren. Hrsg. von Martin Brinkmann und Werner Löcher-Lawrence, DVA, Stuttgart/München 2002
- Interview: Mit Fragen beginnen. In: Bella triste Nr. 14, Hildesheim 2006

## Auszeichnungen
- 1999: Förderpreis des Jungen Literaturforum Hessen-Thüringen
- 2003: Förderpreis des Grimmelshausen-Preises für Silberfaden
- 2004: George-Konell-Preis der Landeshauptstadt Wiesbaden
- 2005: Aufenthaltsstipendium im Literarisches Colloquium Berlin
- 2006: Stipendium des Deutschen Literaturfonds
- 2008: Arbeitsstipendium der Stiftung Preußische Seehandlung Berlin
- 2010: Stipendium Künstlerdorf Schöppingen
- 2011: Stipendium Chateau d’Orion, Frankreich
- 2013: Robert-Gernhardt-Preis mit Paulus Böhmer